# Arte en circuitos integrados

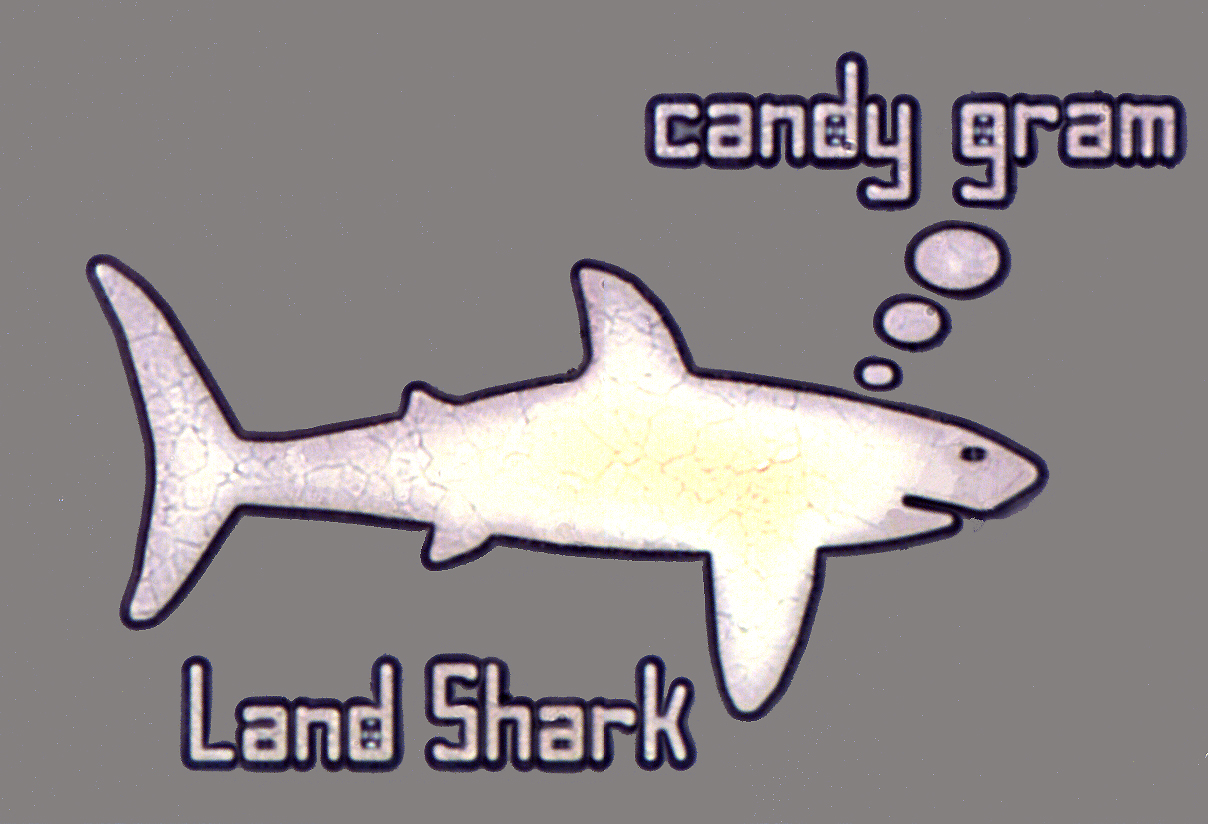
Imagen del tiburón de Saturday Night Live en un chip AD1939.

Arte en circuitos integrados es un trabajo artístico hecho en circuitos integrados ("chips"). Puesto que tales circuitos son impresos con fotolitografía, no se construye un componente único a la vez, por lo que no hay costo adicional para incluirlos en un espacio vacío del mismo. Los diseñadores han dado rienda suelta a su imaginación para poner toda clase de dibujos en los circuitos, desde unas simples iniciales hasta dibujos muy complejos. Debido a su minúsculo tamaño y espacio estos trabajos sólo pueden ser vistos con un microscopio. A veces estas "obras de arte" son llamadas la versión hardware del huevo de Pascua.
Antes de 1984, estos dibujos tenían un uso práctico: Si el rival producía un circuito similar y al examinarlo contenía el mismo "dibujito" era prueba de un plagio de tecnología. En 1984 salió una ley que protegía la autoría de los circuitos integrados por lo que estas "obras de arte" ya no eran necesarias..

## Haciendo arte
Los circuitos integrados son construidos con múltiples capas de material (silicio, dióxido de silicio, vidrio y aluminio). Su composición y grosor de las capas le dan sus colores y apariencias características, lo cual es aprovechado por los diseñadores, los cuales lo realizan debido a su creatividad y orgullo por su trabajo: comentarios del uso del "chip", bromas internas, iniciales, personajes o referencias satíricas, lo que ha dado lugar a la aparición de bulos).
La producción en masa de estas obras de arte como parásitos en el cuerpo del circuito integrado ha ido desapareciendo debido al temor de que la presencia de estos "dibujos" afecten el funcionamiento del circuito.
Algunos laboratorios han colaborado con los artistas o produciendo libros y exhibiendo estos trabajos microscópicos.
El químico de la Universidad de Harvard George Whitesides, colaboró con el fotógrafo Felice Frankel para publicar el libro de fotografía On the Surface of Things sobre experimentos que en su mayoría se realizaron en el laboratorio de Whitesides.

## Ejemplos

### Mensaje a los soviéticos

Reproducción del mensaje en ruso en un microprocesador CVAX usado en los MicroVAX 3000 y 6200.

A mediados de la década de 1980 en un laboratorio de Kombinat Mikroelektronik Erfurt del Ministerio de Interior de la antigua República Democrática Alemana (RDA) se descubrió un mensaje dentro de un microprocesador DEC cuando estaban analizando el chip. Estaba escrito en el nivel de metalización, que sirve para conectar los distintos componentes individuales en un circuito integrado. Como ese nivel no está arriba, el texto solo se podía encontrar cuando se retiraba capa a capa para entender la tecnología de fabricación mediante ingeniería inversa.
La foto original del texto está en algunos archivos de la Stasi (BStU, Ast. Erfurt, Abt. XVIII, Bd. 13, Bl. 70).
El microchip CVAX de la CPU MicroVAX contenía grabada la frase en alfabeto cirílico:

‘СВАКС… Когда вы забатите довольно воровать настоящий лучший.‘
‘VAX: Cuando te importa lo bastante como para robar lo mejor.’

Los ingenieros de DEC intentaron copiar el eslogan de las tarjetas Hallmark que decía:

‘When you care enough to send the very best.‘
‘Cuando te importa lo bastante como para mandar lo mejor.’

y lo cambiaron a:

‘VAX: When you care enough to steal the very best.‘
‘VAX: Cuando te importa lo bastante como para robar lo mejor.’

En 1983, una fuente de inteligencia comunicó a DEC que un ordenador VAX-11/780 que estaba operando en un complejo de misiles soviéticos SS-20 tenía escrita esa frase sobre la carcasa.
Sabiendo que algunos CVAX terminarían en la Unión Soviética, a pesar de la prohibición sobre su venta, DEC decidió incluir la frase para que los soviéticos supieran que estaban pensando en ellos cuando trataran de copiar el microprocesador con técnicas de ingeniería inversa.
La traducción al ruso es bastante mala y probablemente fue hecha palabra a palabra usando un diccionario.

### Búfalo

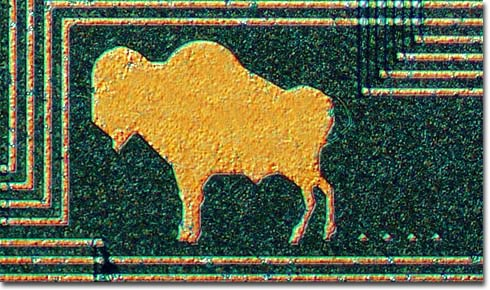
Imagen de un búfalo en el chip HP3582a en un filtro del analizador de espectro de audio.

El microprocesador Hewlett-Packard HP 3582a de un analizador digital de espectro de audio frecuencia contiene el dibujo de un búfalo. El nombre del proyecto en clave era Buffalo («Barely Usable Fast Fourier Analyzer Like Object»). Detrás del búfalo hay un punto que simula una boñiga. En cada revisión del chip se añadía una boñiga más.

### El sueño
El microprocesador CVAX en los DEC MicroVAX 3000 y 6200 contiene el dibujo de una mano que sostiene 5 cartas de póker y el texto

‘$... The Dream Is Always The Same‘
‘$... El sueño siempre es el mismo’

 que hace referencia al sueño del equipo de diseño para producir el primer microprocesador que arrancara el sistema operativo VMS desde sicilio. En la manga aparece una carta de as que representa al futuro microprocesador Rigel.

### Wally
Hacia 1994 el diseñador de chips Kevin Kuhn dibujó al personaje de cómic Waldo de «¿Dónde está Wally?» en el microprocesador MIPS R4400 de MIPS Technologies, Inc..

### Kermit
Hacia 1993 el procesador digital de señal 2175 de Analog Devices representó al personaje Kermit (la rana Gustavo) tocando una guitarra.

### Concorde
Una imagen del avión Concorde se representó en un microprocesador de Advanced Micro Devices.

### Don't Panic
La frase Don't Panic (no se asuste) del libro Guía del autoestopista galáctico de Douglas Adams aparece en el chip Qualcomm Q53121-3S2 ASIC.

### Correcaminos
El diseñador de chips Dan Zuras dibujó al personaje de Correcaminos en el chip HP 1AK9 en 1982.

### Correcaminos «Supersonicous Siliconous»
El microprocesador MIPS-X contiene el dibujo de un correcaminos «Supersonicous Siliconous» corriendo y levantando polvo. Tiene una altura de 900 micrones.

### Perro chow chow
El diseñador de chips Larry Johnson dibujó a su perro chow chow, llamado Nikki, en el chip R4000 de MIPS Technologies. También contenía otras cien piezas, siendo la mayoría nombres e iniciales.

### Playboy
El conejito de Playboy se representó en un circuito integrado de Siemens fabricado en Alemania.

### Placa de matrícula de California
En 1992 se representó una placa de matrícula de California en el microprocesador MIPS R4000 (revisión A) para los servidores Silicon Graphics Indigo y Onyx. El número de la matrícula R4000A refleja la revisión del microprocesador. En la parte de abajo dice «The State of the Art», que reflejaba el estado de la tecnología en el diseño de microprocesadores en aquel entonces. También lo hizo en 1992 con el microprocesador MIPS R4400.
Para el microprocesador MIPS R12000 diseñó una matrícula con cuatro palmeras y un sol poniente en julio de 1997.

### Lata de gusanos
Greg Rohde dibujó varios gusanos saliendo de una lata con la leyenda «Can-O-Worms» en el circuito integrado ispPAC30 para simbolizar los numerosos problemas que encontraron durante el diseño. El microprocesador contiene también un dibujo del equipo de diseño, apodado «pack rat», y otro de una silueta de un lobo, que era la firma de Reo Gargovich.

### Bulldozer
En 1980 se representó un bulldozer en un chip digital NMOS diseñado por Synertek para los sistemas de monitorización electrónica de Caterpillar.

### Guepardo
La imagen de un guepardo está en los primeros microprocesadores HP-PA usados en las series de ordenadores HP-900/750/755.

### Pitufo
En un circuito integrado M879-A3 de Siemens está dibujado un pitufo arrastrando un carrito.

### Vendedor de relojes falsos
En el microprocesador HP PA-RISC 7100LC aparece un hombre con sombrero, gafas oscuras, abriendo la gabardina donde se ven tres relojes bajo una corona con cuatro puntas, similar a la corona de cinco puntas de Rolex. El procesador PA-7100 contenía un reloj de alta precisión para las operaciones de coma flotante. En el PA-7100LC (Low Cost: Bajo coste) el reloj fue rediseñado para ahorrar espacio y reducir prestaciones. Entonces se apodó al reloj «Lorex», como si fuera un Rolex de bajo coste. El dibujo de una corona de cuatro puntas hace broma con lo que sería un reloj Rolex falsificado.

### Rolex
En la circuitería de reloj dentro de un microprocesador Hewlett-Packard PA-7100 se encuentra el dibujo de un reloj Rolex.

### Guindilla
Una guindilla (chili pepper) está dibujada en el microprocesador Cyrix 5x86 porque el proyecto se llamó «Chili» cuando se diseñó en Austin, Tejas.

### Rodaja de cítrico
En un circuito integrado de una CPU de HP está dibujada una rodaja de cítrico que representa el logo de Pepsi para su bebida Diet Slice en 1984.

### Kiwi
En el coprocesador matemático Rigel (en clave «Kiwei») de Digital Equipment (DEC) aparece un kiwi con gafas, sombrero y corbata que picotea números dentro de un bol con la etiqueta «rex chex». «Rex» era el nombre en clave del procesador compañero del conjunto Rigel. La rivalidad entre los equipos Rex y Kiwei explica que el chip Kiwei (kiwi) puede procesar (comer) números más rápido que Rex los puede suministrar. El nombre en clave Kiwei era la fusión de «Kill Weitek» (matar a Weitek). Weitek era una compañía competidora en semiconductores que estaba especializada en coprocesadores matemáticos.

### Letra pequeña
A finales de la década de 1980 y principios de la de 1990 Hewlett-Packard usó el microprocesador «Aspen» (Acquisition Signal Processing ENgine) en osciloscopios digitales. Contiene texto que simula la letra pequeña de un contrato. Hay 25 líneas de texto en un rectángulo de 450 micrones por 1850 micrones y cada letra tiene entre 6 y 8 micrones de alto. No todo el texto es legible pero se puede leer «No purchase necessary» (no es necesaria la compra), «Keep away from fire» (manténgase alejado del fuego), y «not for resale» (no para la reventa).

### Dios egipcio Anubis
En el microprocesador Silicon Graphics MIPS R12000 aparece el dios egipcio Anubis con la cabeza de chacal. Tiene 100 micrones de altura.

### FiFi
En un chip de memoria de Hewlett-Packard FISO (Fast-In Slow-Out) usado en osciloscopios digitales aparece el dibujo de una señora con sombrero oliendo una flor.

### Serpiente
En el chip matemático multiplicador de 64 bit en coma flotante Hewlett-Packard HP 1000 Tosdata aparece una serpiente y el texto «Full Adder» (circuito lógico que toma tres bits binarios y los suma produciendo un bit de suma y un bit de acarreo). «Adder» también es una serpiente venenosa que se encuentra en Europa, Australia y Nueva Guinea.

### Groucho
En la placa del Silicon Graphics MIPS R12000 está la caricatura de Groucho Marx, que tiene 100 micrones de altura.

### Escudo de armas
En un microprocesador Hewlett-Packard VLSI (Very Large Scale Integration) aparece un escudo de armas con el texto «HP Spectrum VLSI». Spectrum era el nombre original de la arquitectura PA-RISC (Precision Architecture-Reduced Instruction Set Computing) que Hewlett-Packard inventó en la década de 1980.

### Búhos
En el circuito integrado Philips V7191, que forma parte del decodificador de video SAA7191, aparece un dibujo de dos búhos sobre una rama.

### Hydrolycus
Chris Woody, como diseñador de chips, incluyó en el microprocesador Hewlett-Packard PA-8700 RISC un dibujo del pez Hydrolycus con el texto «Ne lacessite Hydrolycus» (no molestes al Hydrolycus). El nombre del microprocesador Payara era parte de una tendencia en HP de nombrar sus proyectos PA-RISC con nombres de peces depredadores.

### Lassie
En un chip de soporte del PA-7100LC Hewlett-Packard incluyó un dibujo del perro Lassie. El nombre en clave del chip era LASI porque contenía una interfaz LAn y un puerto scSI.

### Módulo lunar
En un circuito lógico Texas Instruments Schottky se encuentra un dibujo del módulo lunar (LEM) en homenaje al programa Apolo.

### Montañas en Aspen
En el chip diseñado por Hewlett-Packard's Colorado Springs Division para su uso en osciloscopios digitales de la serie 56000 se encuentra un dibujo de las montañas cerca de Aspen (Maroon Bells-Snowmass Wilderness Area). El nombre en clave del microprocesador era «Aspen», que es un acrónimo de Acquisition Signal Processing ENgine.

### Zapatilla de deporte
En un microprocesador Hewlett-Packard "Marathon" Hyperdrive HCRX usado en un sistema de gráficos 3D se encuentra el dibujo de una zapatilla de deporte.

### Air Force One
En un chip de memoria NCR Microelectronics de principios de la década de 1980 se encuentra un dibujo del biplano de los hermanos Wright, que fue fabricado en Dayton, Ohio. NCR fabricó el chip en la misma ciudad.

### Mickey Mouse
En el circuito integrado del reloj con alarma Mostek 5017 se encuentra un dibujo del ratón Mickey señalando hacia arriba el número 12 y hacia abajo el número 7. Estos chips se usaron en relojes, radios con reloj y otros aparatos que incluían relojes a principios de la década de 1970.

### Milhouse Van Houten de Los Simpsons
En el circuito integrado Silicon Image Sil154CT64 de un transmisor digital se encuentra un dibujo de Milhouse Van Houten, que es amigo de Bart Simpson.

### Míster T
En el circuito integrado T1 de un transceptor de Dallas Semiconductor se encuentra un dibujo Míster T. que interpretaba el personaje Elliot "Bad Attitude" Baracas  de El equipo A. Del cuello cuelga un medallón con el texto «T1».

### Caballo Mustang
En el microprocesador Hewlett-Packard PA-RISC 7000 se encuentra el dibujo de un caballo Mustang y las iniciales de los diseñadores. El nombre en clave del microprocesador era «Mustang» y se usó en los ordenadores HP 9000/720.

### Pac-Man
En un circuito integrado de radiofrecuencia de TEMIC Semiconductors contiene un dibujo de Pac-Man comiendo el texto «GAAS» (silicio germanio). El chip era el primero en usar tecnología silicio-germanio para un teléfono inalámbrico Digital Enhanced Cordless Telecommunications (DECT) y sustituía a la tecnología de arseniuro de galio, que era más cara.

### Pepsi
En un circuito integrado de soporte de CPU de Hewlett-Packard se encuentra la reproducción de un anuncio de 1934 de una botella de Pepsi de 12 onzas por 5 centavos.

### Víbora
En un microprocesador de un controlador de memoria Hewlett-Packard se encuentra el dibujo de una víbora con el texto Viper en forma de logo. Se usó en estaciones de trabajo HP Snake hacia 1991 y 1992.

### Tiburón
En el circuito integrado Analog Devices 21061 SHARC se encuentra el dibujo de un tiburón (shark) en referencia a los microprocesadores de proceso de señal SHARC (Super Harvard ARchitecture Computer).

### Pastor
En el microprocesador controlador de doble puerto RAM Intel 8207 se encuentra el dibujo de un pastor y una cabra con dos cabezas.

### Trombón de varas
En el circuito integrado controlador de Ethernet Advanced Micro Devices (AMD) 7990 se encuentra el dibujo de un trombón de varas con la letra K en referencia a Stephen Kolbacher.

### Transbordador espacial
En el circuito integrado Texas Instruments Advanced Schottky Digital Bipolar Logic se encuentra el dibujo de una lanzadera espacial.

### Ballena
En un circuito integrado Allen-Bradley/Rockwell de un adaptador de nodos hay un dibujo de una ballena que simboliza el gran mamífero que chocó contra el planeta Magrathea en el libro La guía del autoestopista galáctico del escritor Douglas Adams. Lo dibujó Michael Pilippi.

### Tyrannosaurus rex
El microprocesador Rigel de los ordenadores DEC VAX contiene un dinosaurio Tyrannosaurus rex conduciendo un coche deportivo descapotable. La competencia de DEC presentaba a los ordenadores VAX y los chips CISC (complex instruction-set computer) como dinosaurios.

### Dinosaurio
En el microprocesador Silicon Graphics MIPS R12000 aparece un dibujo de un dinosaurio Tyrannosaurus Rex tocando una guitarra eléctrica. Tiene 50 micrones de alto.

### Nave espacial USS Enterprise
En un circuito integrado de lógica bipolar Texas Instruments usado durante la década de 1980 en muchos ordenadores con procesadores 8088-80386 aparece un dibujo de la nave espacial USS Enterprise de la serie Star Trek.

### Reloj de sol
El microprocesador Hewlett-Packard PA-7300LC contiene cerca de la circuitería del reloj un dibujo de un reloj de sol con la inscripción «VR fp 1995» en referencia a «VelociRaptor floating point».

### Diablo de Tasmania
En el procesador de señal digital de un circuito integrado Analog Devices ADSP-2105 aparece el dibujo de un diablo de Tasmania.

### Biplano
En el chip de memoria Texas Instruments TI 64K DRAM aparece un biplano y dos rayos.

### Thor
En un chip de gráficos Hewlett-Packard aparece un dibujo del dios del trueno Thor. Tiene un tamaño de 1.1 mm² y se puede ver con un microscopio de 5 aumentos.

### Velociraptor
En un microprocesador Hewlett-Packard PA-RISC 7300LC se encuentra un dibujo de un dinosaurio Velociraptor con gafas de sol con las letras VR (realidad virtual). El nombre en clave del microprocesador era Velociraptor.

### Cucaracha
En un microprocesador de apoyo a la CPU de Hewlett-Packard el diseñador Craig Robson introdujo el dibujo de una cucaracha. Hace referencia a la generalización del término «computer bug». El 9 de septiembre de 1947 en la Universidad de Harvard cuando la ingeniera Grace Murray Hopper y otros estaban probando el ordenador Mark II Aiken Relay Calculator, la máquina se paró de repente. Tras una inspección encontraron una polilla frita en el relé #70 del panel F que había producido un cortocircuito que paró el ordenador. Hopper pegó el bicho en su libro de registro y escribió

‘First actual case of bug being found.‘
‘Primer caso real de «bug» encontrado.’

Aunque «bug» ya lo empleó Thomas Alva Edison en sus notas en 1872 y en una carta en 1878 para referirse a defectos mecánicos o eléctricos, desde 1947 se generalizó el término «bug» para los errores informáticos.

### Anuncio de boda
En el microprocesador Silicon Graphics MIPS R10000 aparece un dibujo de un anuncio de boda con la inscripción «Ellen & Yeuk-Hai, May 25, 1996». El anuncio era para la boda de un ingeniero de diseño de MIPS que supervisaba el desarrollo de máscaras para el microprocesador. Tiene un tamaño de unos 100 micrones.